# Weyes Blood
Pour l’article ayant un titre homophone, voir Wiseblood.
Natalie Laura Mering, née le 11 juin 1988 à Santa Monica, dite Weyes Blood, est une auteure-compositrice-interprète américaine.

## Biographie
Natalie Laura Mering est née le 11 juin 1988 à Santa Monica dans une famille born again pentecôtiste. Elle vit sa petite enfance dans la région de la baie de San Francisco avant que sa famille ne s'installe à Doylestown en Pennsylvanie.
Natalie Mering commence sa carrière musicale au sein de la scène noise underground en étant membre des groupes expérimentaux Jackie-O Motherfucker et Satanized.
Son nom de scène vient de Wise Blood, titre original du roman La Sagesse dans le sang de Flannery O'Connor, le mot wise étant fusionné avec « eyes ».
En 2021, elle collabore avec Zella Day sur la chanson "Holocene".
En 2023, elle interprète en duo avec John Cale la chanson Story of Blood présent sur l'album Mercy de ce dernier.

## Prix et reconnaissances
- 2020 : Meilleur album indie rock pour "Titanic Rising" aux Libera Awards 2020[5],[6].
- 2023 : Meilleur album auteur-compositeur pour "And in the Darkness, Hearts Aglow" au Libera Awards 2023[1].

## Discographie
- 2011 : The Outside Room
- 2014 : The Innocents
- 2016 : Front Row Seat to Earth
- 2019 : Titanic Rising
- 2022 : And in the Darkness, Hearts Aglow